# Einar Olsen
Peter Einar Olsen (Vig, Odsherred, 11 de març de 1893 – Grevinge, Odsherred, 3 de juny de 1949) va ser un gimnasta artístic danès que va competir a començaments del segle xx.
El 1912 va prendre part en els Jocs Olímpics d'Estocolm, on va guanyar la medalla de plata en el concurs per equips, sistema suec del programa de gimnàstica.